# Kinniya
Kinniya ist eine Gemeinde (Urban Council) in Sri Lanka mit 36.722 Einwohnern (2012). Sie liegt in der Nähe der Stadt Trincomalee an der Ostküste Sri Lankas. Die Stadt wird überwiegend von Muslimen bevölkert. 

## Lage
Die Stadt liegt in der Ostprovinz von Sri Lanka. Dort ist sie im Distrikt Trincomalee eingegliedert. Sie liegt etwa 20 km von der Stadt Trincomalee und 240 km von Colombo entfernt. 

## Geschichte
Kinniya hat eine über 500 Jahre lange Geschichte. Eine 400 Jahre alte Große Moschee in Kinniya wurde 2002 von der Regierung Saudi-Arabiens rekonstruiert. Der Name Kinniya beruht auf einer lokalen Baumart. Da Kinniya am Hafen von Trincomalee liegt, wurde es durch den massiven Tsunami, der aus dem Erdbeben im Indischen Ozean 2004 resultierte, schwer beschädigt.

## Bevölkerung
Die meisten Einwohner gehören den Moors an und sind Anhänger des Islams.